# Walt Patulski
Walter George Patulski (Fulton, 3 febbraio 1950) è un ex giocatore di football americano statunitense che ha giocato nel ruolo di defensive end per cinque stagioni nella National Football League (NFL). Fu la prima scelta assoluta del Draft NFL 1972 da parte dei Buffalo Bills. Al college ha giocato a football all’Università di Notre Dame venendo premiato come All-American.

## Carriera professionistica
Grazie alla sua stazza e alla sua velocità, Patulski fu scelto come primo assoluto dai Buffalo Bills nel Draft 1972, il primo giocatore della storia di Notre Dame ad essere selezionato con la prima chiamata. Nella sua stagione da rookie, Walt guidò i Bills con 5 sack. Nel 1973 i Bills salirono a un record di 9-5 dopo aver terminato con 4-9-1 nella sua prima stagione. Patulski mise a segno 7 sack, secondo nella squadra, e fu votato difensore della settimana per le gare del 28 novembre 1973. Nel 1974, i Bills conclusero nuovamente con un record di 9-5 e raggiunsero per la prima volta i playoff negli ultimo otto anni, con Patulski che fece registrare 5,5 sack. Nella stagione successiva mise a referto 4 tackle, il minimo in carriera, due dei quali nella prima giornata contro i St. Louis Cardinals, la cui linea offensiva concesse solo 8 sack nel 1975. Patulski giocò per quattro stagioni a Buffalo (1972–75) prima di essere scambiato coi Cardinals per una scelta del secondo giro del Draft. A St. Louis nel 1976 subì un infortunio che lo costrinse a chiudere anzitempo la carriera professionistica. Nel 2008, ESPN lo ha nominato la 27ª peggiore scelta nel draft di tutti i tempi.

## Palmarès
- Lombardi Award - 1971